# Misi (Balibo)
Misi ist ein Ortsteil des osttimoresischen Ortes Balibo im Suco Balibo Vila (Verwaltungsamt Balibo, Gemeinde Bobonaro). Er liegt in einer Meereshöhe von 519 m und bildet den nordwestlichen Teil von Balibo, entlang der Ausfallstraße in Richtung Batugade. Der Südteil von Misi gehört zur Aldeia Balibo Vila, das Zentrum zur Aldeia Atara und der Norden zur Aldeia Fatululik. Hier stehen die Kirche Santo António und die zweite Grundschule Balibos. Am Nordende liegt der Friedhof von Balibo.